# Bartolomeo Bassi
Pour les articles homonymes, voir Bassi.
Bartolomeo Bassi (Gênes, v. 1600-1640) est un peintre italien actif au début du XVIIe siècle principalement dans sa ville natale de Gênes.

## Biographie
Bartolomeo Bassi était un disciple de Giovanni Andrea Ansaldo et a surtout peint de la quadratura. Il est décédé à l'âge de 40 ans.